# جان رومرو
جان رومرو (انگلیسی: John Romero؛ زادهٔ ۲۸ اکتبر ۱۹۶۷) یک کارگردان آمریکایی، طراحی بازی ویدئویی، برنامه‌نویس بازی، و توسعه‌دهنده بازی‌های ویدئویی در صنعت بازی‌های ویدئویی است. او برای کمک به تأسیس اید سافت‌ویر و نقش مهم در طراحی بازی‌هایشان از جمله ولفنشتاین سه‌بعدی، دینجرس دیو، هگزن، دوم و لرزش شناخته‌شده است.